# Marigoule
Marigoule  est le nom d'un hybride naturel de châtaignier (synonyme M.15 ou CA 15), croisement entre un châtaignier européen (Castanea sativa) et japonais (Castanea crenata).
Cette variété obtenue dans le verger de Migoule à Ussac en Corrèze en 1986 produit de gros fruit de couleur brun rouge brillant, se conservant bien. Marigoule (contraction de Marron de Migoule) est un marron très apprécié sur le marché de bouche.
Comme porte-greffe, il est incompatible avec de très nombreuses variétés mais compatible avec Précoce Migoule, Maridonne, Bournette, Fertil, Sauvage Marron, Précoce Monteil ou Sucquette.

## Culture
L'arbre est très vigoureux mais très exigeant sur la qualité du sol qui doit être riche en matière organique. Sa vigueur et la qualité de son bois le rendent intéressant pour le reboisement.
C'est une variété longistaminée mais au pollen de qualité moyen. Marigoule peut également rencontrer des difficultés à être lui-même pollinisé si le climat est humide à la fin du printemps au moment de la pollinisation. Il nécessite donc la présence de pollinisateurs (1 rang sur trois de variété Précoce Migoule). Sous climat sec et avec de bons pollinisateurs, il est moyennement productif. Sa maturité est demi-précoce. Ses fruits de bonne tenue tombent dans leur bogue.
C'est l'hybride qui résiste le mieux à la maladie de l'encre. Il résiste également à l'anthracnose mais est sensible aux froids du printemps et à l'asphyxie racinaire.
Lors de l'implantation d'un verger, la mise à fruit est assez longue.

## Zones de culture
Il se cultive plutôt à basse altitude dans des zones bien ensoleillées et protégées du vent (jusqu'à 300 m pour le Sud-Ouest ou 400 m dans le Sud-Est) sinon sa productivité reste faible. En France, il est cultivé surtout dans le Sud de la Dordogne et le Lot-et-Garonne pour la production de fruit frais en raison de leur bel aspect.